# جائزة داني هينمان
تُمنح جائزة Dannie Heineman من أكاديمية Göttingen للعلوم والعلوم الإنسانية كل سنتين منذ عام 1961 لمنشورات ممتازة منشورة مؤخرًا في مجال بحثي جديد يحظى بالاهتمام الحالي. تُمنح للباحثين الشباب في العلوم الطبيعية أو الرياضيات. سميت الجائزة على اسم داني هاينمان ، المحسن البلجيكي الأمريكي والمهندس ورجل الأعمال من أصول ألمانية. 

## الفائزين بالجائزة
- 1961 جيمس فرانك ، الكيمياء الحيوية
- 1963 إدموند هلوكا ، رياضيات
- 1965 جورج ويتج ، الكيمياء
- 1967 مارتن شوارزشيلد ، الفيزياء الفلكية
- 1967 جوبيند خورانا ، الكيمياء الحيوية
- 1969 بريان بيبارد ، فيزياء
- 1971 نيل بارتليت ، الكيمياء
- 1973 إيغور شافاريويتش ، رياضيات
- 1975 فيليب وارن أندرسون ، فيزياء
- 1977 ألبرت إشنموسر ، الكيمياء
- 1979 فيليب غريفيث ، رياضيات
- 1981 جاك فريدل ، فيزياء
- 1983 غيرد فالتينجز الرياضيات
- 1986 رودولف ثوير الابن ، علم الأحياء
- 1987 أليكس مولر وجورج بيدنورز ، فيزياء
- 1989 ديتر أوستيرهيلت ، الكيمياء الحيوية
- 1991 جان بيير ديميلي ، رياضيات
- 1993 Richard N. Zare ، الكيمياء
- 1995 دونالد إم إيجلر ، فيزياء
- 1997 ريجين كهمان ، علم الأحياء
- 1999 فولفجانج كيترل ، الفيزياء
- 2001 كريستوفر سي كامينز ، الكيمياء
- 2003 مايكل نويبرجر ، علم الأحياء
- 2005 ريتشارد تايلور ، رياضيات
- 2007 برتراند هالبرين ، الفيزياء
- 2009 جيرالد ف.جويس ، علم الأحياء
- 2012 Krzysztof Matyjaszewski ، الكيمياء
- 2013 إيمانويل جان كانديس ، رياضيات
- 2015 Andrea Cavalleri ، الفيزياء
- 2018 André Gröschel ، الكيمياء
- 2019 أوسكار راندال ويليامز ، رياضيات
- 2021 فيولا بريسمان ، [2] فيزياء

## روابط خارجية
- داني هاينمان بريس